# Чобану, Нелли
Не́лли Чоба́ну (рум. Nelly Ciobanu), настоящее имя Неля Чобану-Мэрджиняну (рум. Nelea Ciobanu-Mărgineanu; род. 28 октября 1974, с. Кания, Кантемирский район, Молдавская ССР, СССР) — молдавская певица.
Мастер искусств Молдавии (2001). Народная артистка Молдавии (2011).

## Биография
Нелли Чобану родилась 28 октября 1974 года.
Окончила Тираспольский музыкальный колледж. Дебютировала в 1993 году — со своим братом в дуэте «Master Dinamit».
Первое выступление на профессиональной сцене на конкурсе «Утренняя звезда» в 1994 году завершилось для 19 летней певицы победой — первое место фестиваля. В 1996 году выступление на конкурсе «Maluri de Prut» в Молдове подтвердило статус лучшей юной эстрадной певицы страны.
В 1997 году на конкурсе «Mamaia 97» Нелли получает третью премию, а с ней признание своих музыкальных и артистических талантов в Румынии. После конкурса «Море Друзей» в 1998 году голос Нелли Чобану, занявшей третье место, звучит на всем Черноморском побережье Ялты. В 1999 году на фестивале «Voice of Asia» Нелли занимает второе место. В том же году Нелли получает первую премию на фестивале «Vladimir Ivasiuk» и признание украинской публики.
В 2000 году на престижном конкурсе «Славянский базар» в Белоруссии Нелли производит фурор и получает первую премию фестиваля. В 2002 году получает золотой приз фестиваля «Апрельская весна» (Северная Корея). На фестивале «New wave» в Юрмале в 2003 году, Нелли Чобану завоевывает второе место. Во время этого фестиваля Нелли Чобану удостоилась наибольшего количества хвалебных рецензий. В том же 2003 году Нелли удостаивается гран-при на конкурсе «Клавдия Шульженко».
Нелли Чобану выступает на одной сцене с западными и российскими звездами эстрады, её концерты расписаны на несколько лет вперед и проходят в странах Восточной и Западной Европы, Китае и Корее.
За несколько последних лет певица выпустила 4 альбома, сейчас готовится к выпуску пятый альбом, в который войдет песня для Евровидения 2009 «Hora din Moldova» (музыка Вячеслава Данилюка, слова Андрея Гаджиу и Нелли Чобану).
В настоящее время Нелли Чобану является самой авторитетной эстрадной певицей в Молдове. Она — шестикратный обладатель ежегодной премии VIP. С 2007 года ведет на телевидении одну из самых популярных в Молдове музыкальных программ «Vedete la bis» («Звезды на Бис»).

## Нелли Чобану на «Евровидении 2009»
В 2006 году Нелли Чобану стала матерью (родила дочь Миреллу-Кристиану), и своё выступление на «Евровидении 2009» она посвятила любимой дочери.
В мае 2009 года Нелли представила Молдову на конкурсе «Евровидение» в Москве, вышла в финал и в итоге заняла 14 место.

## Дискография
- 2001 — Dacă Ai Fi
- 2001 — Primul Sărut